# Luz Negib
Luz Negib Torres (Lima, 1939) es una artista plástica peruana que ha seguido un camino pictórico, dentro de lo figurativo y representacional que ha ido alcanzando, libre y decididamente. Luz Negib, durante su trayectoria ha logrado tener un sello distintivo basándose en el estilo de arte abstracto. Tiene el gran mérito de haber sido la primera pintora peruana que expuso en Gran Bretaña, en las Galerías Drian de Londres, en 1965.
Su obra se encuentra expuesta en Imago Mundi – Fondazione Luciano Benetton Studi Ricerche y en el Museo de Arte de Lima (MALI).

## Educación
Negib, estudió en la Escuela de Artes Plásticas de la Pontificia Universidad Católica del Perú - Lima, entre 1957 al 1962, fecha en la que se graduó con el título de Artista Plástica.
Continuó sus estudios de postgrado en grabado y aguafuerte en el Slade College of Fine Arts en Londres – Gran Bretaña, al obtener una beca brindada por el Consejo Peruano Británico, durante los años de 1962 al 1964. También ganó una beca de estudios de Gobierno Italiano en 1963.

## Docencia
Al regresar de sus estudios de postgrado, ejerció de profesora del Instituto Art Center de Lima y la Escuela de Artes Plásticas de la Pontificia Universidad Católica del Perú en los años de 1966 al 1969. Luego, en 1967 Y 1968 fue profesora de la Universidad San Cristóbal de Huamanga -  Ayacucho. Y entre los años del 1990 al 1993 desarrolla su Taller Luz Negib.

## Obra
“Mis obras nacen de un dibujo casual e Irrepetible como la vida misma, que me sorprende y asombra intensamente, trayendo a mi memoria nostalgia de cosas ya vividas… sentidas y pintadas, como cuando se escucha una antigua melodía que evoca el pasado”.
Luz Negib Torres.

A lo largo de su vida artística, Negib, ha explorado una variedad de direcciones y temas a través de los años acercándose al arte intuitiva e intelectual, inspirándose en la naturaleza, el inconsciente o la figura humana.
La artista, ha recorrido y pintado el Perú en todo su extenso escenario, lo que la ha motivado a pintar el paisaje costeño y andino, lo que la condujo a desarrollar una importante serie de trabajos plásticos sobre el Cañón del Colca, y similares (Recuento antológico).

## Exposiciones
Negib ha expuesto su pintura en muestras colectivas e individuales en diferentes países como: Argentina, Colombia, Chile, España, Estados unidos, Uruguay y Venezuela.
Su obra es parte de colecciones públicas que se encuentran en lugares como: Museo del Banco Central de Reserva del Perú, Colección del Banco Industrial del Perú, Colección del Museo de Arte, Colección del Banco de Crédito del Perú, Philips Picture Gallery de Róterdam – Holanda, Mural para un Centro Internacional de Estudiantes en Bing Place – Londres, Galería del Convenio Andrés Bello – Bogotá. Galería del Instituto Peruano Británico y Fondo Artístico de la PUCDP. También, de colecciones privadas en: Bogotá, Cochabambas, Copenhague, Lima, Londres, Palmbeach, París, Santa Bárbara, Washington, Zúrich, San Francisco y Buenos Aires.

## Premios
- Universidad Católica. Segundo premio, 1958.[7]

- Universidad Católica. Concurso Anual de la Semana Universitaria en Primer premio, 1960.[7]

- Universidad Católica. Primer Premio en 1961.[4]

- Universidad Católica. Primer Premio y Mención Honrosa, 1962.

- Instituto Cultural Peruano Norteamericano. Premio Estímulo, 1963.